# Starke Staffan
Starke Staffan (franska Benoît Brisefer) är en belgisk tecknad serie skapad av Peyo. Den producerades åren 1960 till 1978; sju album finns översatta till svenska.

## Handling
Titelfiguren Starke Staffan är en liten pojke i 8-10-årsåldern, alltid klädd i röd jacka, blå halsduk och svart basker. Det speciella med honom är hans enorma fysiska krafter, bland annat kan han stoppa ett framrusande ånglok, springa fortare än en bil och sparka sönder eller hoppa över ett helt hus. Någon förklaring till hans krafter ges dock aldrig. Hans akilleshäl är dock att han förlorar sina krafter om han blir förkyld.
Staffan är bosatt i en mindre stad, Gladköping. Några föräldrar verkar han inte ha; under skolåret bor han inackorderad hos en "värdinna", men under loven besöker han sin ende släkting, en farbror - se nedan under "Den hemliga väskan". Bland hans vänner finns taxichauffören herr Larsson och flera jämnåriga kamrater.

## Serieproduktion
De fyra första albumen är tecknade av Peyo, övriga av François Walthéry, Albert Blesteau samt Pascal Garray. När Peyos serie om smurfarna blev en så mycket större succé koncentrerade han sig på arbetet med den serien. Efter Peyos död 1992 återupptogs dock serien av hans son Thierry Culliford och Pascal Garray.

## Seriealbum
| Titel                                                                                | Handling |
| ------------------------------------------------------------------------------------ | --- |
| De röda taxibilarna                                                                  | (Första svenska upplaga 1973, andra upplaga 1977, nyutgåva som del av Tintins äventyrsklubb 1985) Gladköpings taxichaufför herr Larsson har fått problem. Ett nytt taxibolag, AB Röda Taxin, har etablerat sig med bilar av senaste modell och radiomottagare. När Larssons gamla veterantaxi blir sönderslagen går han upp till direktören, herr Mafiani, och klagar. Taxibolaget är endast en front för maffian som tänker genomföra en stor kupp. Herr Larsson och Staffan kidnappas och placeras på en båt på väg till tropikerna. De lyckas lämna båten och hamnar på en öde ö. Nästan öde, för där bor Robin Robinson. Han prisar det sköna livet, "Ingen politik, inga krig, inga atombomber". Larsson vill stanna men Staffan ror hela vägen tillbaka till Gladköping och lyckas komma tillbaka precis i tid för att stoppa maffians planer. |
| Les taxis rouges (följetong i magasinet Spirou 1960, album 1962)                     | (Första svenska upplaga 1973, andra upplaga 1977, nyutgåva som del av Tintins äventyrsklubb 1985) Gladköpings taxichaufför herr Larsson har fått problem. Ett nytt taxibolag, AB Röda Taxin, har etablerat sig med bilar av senaste modell och radiomottagare. När Larssons gamla veterantaxi blir sönderslagen går han upp till direktören, herr Mafiani, och klagar. Taxibolaget är endast en front för maffian som tänker genomföra en stor kupp. Herr Larsson och Staffan kidnappas och placeras på en båt på väg till tropikerna. De lyckas lämna båten och hamnar på en öde ö. Nästan öde, för där bor Robin Robinson. Han prisar det sköna livet, "Ingen politik, inga krig, inga atombomber". Larsson vill stanna men Staffan ror hela vägen tillbaka till Gladköping och lyckas komma tillbaka precis i tid för att stoppa maffians planer. |
| Teckning:Peyo                                                                        | (Första svenska upplaga 1973, andra upplaga 1977, nyutgåva som del av Tintins äventyrsklubb 1985) Gladköpings taxichaufför herr Larsson har fått problem. Ett nytt taxibolag, AB Röda Taxin, har etablerat sig med bilar av senaste modell och radiomottagare. När Larssons gamla veterantaxi blir sönderslagen går han upp till direktören, herr Mafiani, och klagar. Taxibolaget är endast en front för maffian som tänker genomföra en stor kupp. Herr Larsson och Staffan kidnappas och placeras på en båt på väg till tropikerna. De lyckas lämna båten och hamnar på en öde ö. Nästan öde, för där bor Robin Robinson. Han prisar det sköna livet, "Ingen politik, inga krig, inga atombomber". Larsson vill stanna men Staffan ror hela vägen tillbaka till Gladköping och lyckas komma tillbaka precis i tid för att stoppa maffians planer. |
| Manus:Peyo                                                                           | (Första svenska upplaga 1973, andra upplaga 1977, nyutgåva som del av Tintins äventyrsklubb 1985) Gladköpings taxichaufför herr Larsson har fått problem. Ett nytt taxibolag, AB Röda Taxin, har etablerat sig med bilar av senaste modell och radiomottagare. När Larssons gamla veterantaxi blir sönderslagen går han upp till direktören, herr Mafiani, och klagar. Taxibolaget är endast en front för maffian som tänker genomföra en stor kupp. Herr Larsson och Staffan kidnappas och placeras på en båt på väg till tropikerna. De lyckas lämna båten och hamnar på en öde ö. Nästan öde, för där bor Robin Robinson. Han prisar det sköna livet, "Ingen politik, inga krig, inga atombomber". Larsson vill stanna men Staffan ror hela vägen tillbaka till Gladköping och lyckas komma tillbaka precis i tid för att stoppa maffians planer. |
| Tant Adolfina                                                                        | (Första svenska upplaga 1973, nya upplagor 1975, 1977, 1978, nyutgåva som del av Tintins äventyrsklubb 1985) I stadsparken träffar Staffan en krutgumma, Adolfina, som leker kurragömma med Staffan. Utanför Staffans port ramlar hon ihop helt livlös. Han hittar ett telefonnummer som går till en uppfinnare, herr Vladlavodka. Han har konstruerat en robot som ser ut som en riktig människa. När han dagen efter ska laga roboten gör han en felkoppling så att roboten Adolfina blir elak. Hon slår ned Vladlavodka, rånar en bank och drar sedan till huvudstaden och blir ledare för ett skurkgäng. Till råga på allt har Vladlavodka gjort roboten till en exakt kopia av en verklig gammal tant. Staffan tar sig till huvudstaden och lyckas stoppa ligans planer att råna riksbanken på alla mynt med hjälp av en jättesug. När allt är uppklarat sker det dock ännu en förväxling mellan roboten och den verkliga tant Adolfina så att hon ändå undkommer. |
| Madame Adolphine (följetong i magasinet Spirou 1963, album 1965)                     | (Första svenska upplaga 1973, nya upplagor 1975, 1977, 1978, nyutgåva som del av Tintins äventyrsklubb 1985) I stadsparken träffar Staffan en krutgumma, Adolfina, som leker kurragömma med Staffan. Utanför Staffans port ramlar hon ihop helt livlös. Han hittar ett telefonnummer som går till en uppfinnare, herr Vladlavodka. Han har konstruerat en robot som ser ut som en riktig människa. När han dagen efter ska laga roboten gör han en felkoppling så att roboten Adolfina blir elak. Hon slår ned Vladlavodka, rånar en bank och drar sedan till huvudstaden och blir ledare för ett skurkgäng. Till råga på allt har Vladlavodka gjort roboten till en exakt kopia av en verklig gammal tant. Staffan tar sig till huvudstaden och lyckas stoppa ligans planer att råna riksbanken på alla mynt med hjälp av en jättesug. När allt är uppklarat sker det dock ännu en förväxling mellan roboten och den verkliga tant Adolfina så att hon ändå undkommer. |
| Teckning:Peyo                                                                        | (Första svenska upplaga 1973, nya upplagor 1975, 1977, 1978, nyutgåva som del av Tintins äventyrsklubb 1985) I stadsparken träffar Staffan en krutgumma, Adolfina, som leker kurragömma med Staffan. Utanför Staffans port ramlar hon ihop helt livlös. Han hittar ett telefonnummer som går till en uppfinnare, herr Vladlavodka. Han har konstruerat en robot som ser ut som en riktig människa. När han dagen efter ska laga roboten gör han en felkoppling så att roboten Adolfina blir elak. Hon slår ned Vladlavodka, rånar en bank och drar sedan till huvudstaden och blir ledare för ett skurkgäng. Till råga på allt har Vladlavodka gjort roboten till en exakt kopia av en verklig gammal tant. Staffan tar sig till huvudstaden och lyckas stoppa ligans planer att råna riksbanken på alla mynt med hjälp av en jättesug. När allt är uppklarat sker det dock ännu en förväxling mellan roboten och den verkliga tant Adolfina så att hon ändå undkommer. |
| Manus:Peyo                                                                           | (Första svenska upplaga 1973, nya upplagor 1975, 1977, 1978, nyutgåva som del av Tintins äventyrsklubb 1985) I stadsparken träffar Staffan en krutgumma, Adolfina, som leker kurragömma med Staffan. Utanför Staffans port ramlar hon ihop helt livlös. Han hittar ett telefonnummer som går till en uppfinnare, herr Vladlavodka. Han har konstruerat en robot som ser ut som en riktig människa. När han dagen efter ska laga roboten gör han en felkoppling så att roboten Adolfina blir elak. Hon slår ned Vladlavodka, rånar en bank och drar sedan till huvudstaden och blir ledare för ett skurkgäng. Till råga på allt har Vladlavodka gjort roboten till en exakt kopia av en verklig gammal tant. Staffan tar sig till huvudstaden och lyckas stoppa ligans planer att råna riksbanken på alla mynt med hjälp av en jättesug. När allt är uppklarat sker det dock ännu en förväxling mellan roboten och den verkliga tant Adolfina så att hon ändå undkommer. |
| Den hemliga väskan                                                                   | (Första svenska upplaga 1974, andra upplaga 1977, nyutgåva som del av Tintins äventyrsklubb 1987) Staffan har fått sommarlov och ska hälsa på sin farbror Fred. Farbror Fred jobbar som livvakt för betydelsefulla personer men när Staffan besöker honom har han semester och tänker bara ta det lugnt. Freds chef ringer ändå upp honom och ber honom eskortera en snobbig finansminister för det lilla landet Niechtenstein. Finansministern har hämtat ut en väska med klichéer för att de ska börja tillverka sina pengar själva. Freds chef säger att detta är ett ofarligt jobb och tycker att Staffan kan få följa med trots att det är ett säkerhetsjobb. Vad de inte hade räknat med är att en grupp skurkar känner till denna värdefulla väska och tänker lägga beslag på denna. Skurkarna är dessutom mycket uppfinningsrika och har diverse högteknologisk utrustning för att försöka genomföra sin kupp. De försöker med gas och lite senare försöker de stoppa eskorten på en motorväg genom att med en lastbil blåsa ut rök som ska förstöra sikten för farbror Fred när han kör. Lastbilen försöker preja men misslyckas. Efter detta följer en jakt efter väskan. |
| Tonton Placide (följetong i magasinet Spirou 1968, album 1969)                       | (Första svenska upplaga 1974, andra upplaga 1977, nyutgåva som del av Tintins äventyrsklubb 1987) Staffan har fått sommarlov och ska hälsa på sin farbror Fred. Farbror Fred jobbar som livvakt för betydelsefulla personer men när Staffan besöker honom har han semester och tänker bara ta det lugnt. Freds chef ringer ändå upp honom och ber honom eskortera en snobbig finansminister för det lilla landet Niechtenstein. Finansministern har hämtat ut en väska med klichéer för att de ska börja tillverka sina pengar själva. Freds chef säger att detta är ett ofarligt jobb och tycker att Staffan kan få följa med trots att det är ett säkerhetsjobb. Vad de inte hade räknat med är att en grupp skurkar känner till denna värdefulla väska och tänker lägga beslag på denna. Skurkarna är dessutom mycket uppfinningsrika och har diverse högteknologisk utrustning för att försöka genomföra sin kupp. De försöker med gas och lite senare försöker de stoppa eskorten på en motorväg genom att med en lastbil blåsa ut rök som ska förstöra sikten för farbror Fred när han kör. Lastbilen försöker preja men misslyckas. Efter detta följer en jakt efter väskan. |
| Teckning:Walthéry                                                                    | (Första svenska upplaga 1974, andra upplaga 1977, nyutgåva som del av Tintins äventyrsklubb 1987) Staffan har fått sommarlov och ska hälsa på sin farbror Fred. Farbror Fred jobbar som livvakt för betydelsefulla personer men när Staffan besöker honom har han semester och tänker bara ta det lugnt. Freds chef ringer ändå upp honom och ber honom eskortera en snobbig finansminister för det lilla landet Niechtenstein. Finansministern har hämtat ut en väska med klichéer för att de ska börja tillverka sina pengar själva. Freds chef säger att detta är ett ofarligt jobb och tycker att Staffan kan få följa med trots att det är ett säkerhetsjobb. Vad de inte hade räknat med är att en grupp skurkar känner till denna värdefulla väska och tänker lägga beslag på denna. Skurkarna är dessutom mycket uppfinningsrika och har diverse högteknologisk utrustning för att försöka genomföra sin kupp. De försöker med gas och lite senare försöker de stoppa eskorten på en motorväg genom att med en lastbil blåsa ut rök som ska förstöra sikten för farbror Fred när han kör. Lastbilen försöker preja men misslyckas. Efter detta följer en jakt efter väskan. |
| Manus:Peyo och Gos                                                                   | (Första svenska upplaga 1974, andra upplaga 1977, nyutgåva som del av Tintins äventyrsklubb 1987) Staffan har fått sommarlov och ska hälsa på sin farbror Fred. Farbror Fred jobbar som livvakt för betydelsefulla personer men när Staffan besöker honom har han semester och tänker bara ta det lugnt. Freds chef ringer ändå upp honom och ber honom eskortera en snobbig finansminister för det lilla landet Niechtenstein. Finansministern har hämtat ut en väska med klichéer för att de ska börja tillverka sina pengar själva. Freds chef säger att detta är ett ofarligt jobb och tycker att Staffan kan få följa med trots att det är ett säkerhetsjobb. Vad de inte hade räknat med är att en grupp skurkar känner till denna värdefulla väska och tänker lägga beslag på denna. Skurkarna är dessutom mycket uppfinningsrika och har diverse högteknologisk utrustning för att försöka genomföra sin kupp. De försöker med gas och lite senare försöker de stoppa eskorten på en motorväg genom att med en lastbil blåsa ut rök som ska förstöra sikten för farbror Fred när han kör. Lastbilen försöker preja men misslyckas. Efter detta följer en jakt efter väskan. |
| Cirkus Bodoni                                                                        | (Första svenska upplaga 1975, nya upplagor 1976 och 1980, nyutgåva som del av Tintins äventyrsklubb 1988) Starke Staffan träffar på en ung fattig flicka som jobbar på Cirkus Bodoni och fattar sympati för henne. Det slutar med att han tar jobb på cirkusen, som atlet, och han gör succé. Men konkurrenten, herr Trickofinis cirkus, försöker snappa åt sig Staffan, och lyckas utpressa Bodoni att låna ut Staffan. När sedan en medhjälpare stjäl utpressningsmaterialet ser Staffan sin chans att återvända till Bodoni, om han bara kan hitta skurken innan Trickofini gör det. |
| Le cirque Bodoni (följetong i magasinet Spirou 1969, album 1971)                     | (Första svenska upplaga 1975, nya upplagor 1976 och 1980, nyutgåva som del av Tintins äventyrsklubb 1988) Starke Staffan träffar på en ung fattig flicka som jobbar på Cirkus Bodoni och fattar sympati för henne. Det slutar med att han tar jobb på cirkusen, som atlet, och han gör succé. Men konkurrenten, herr Trickofinis cirkus, försöker snappa åt sig Staffan, och lyckas utpressa Bodoni att låna ut Staffan. När sedan en medhjälpare stjäl utpressningsmaterialet ser Staffan sin chans att återvända till Bodoni, om han bara kan hitta skurken innan Trickofini gör det. |
| Teckning:Walthéry                                                                    | (Första svenska upplaga 1975, nya upplagor 1976 och 1980, nyutgåva som del av Tintins äventyrsklubb 1988) Starke Staffan träffar på en ung fattig flicka som jobbar på Cirkus Bodoni och fattar sympati för henne. Det slutar med att han tar jobb på cirkusen, som atlet, och han gör succé. Men konkurrenten, herr Trickofinis cirkus, försöker snappa åt sig Staffan, och lyckas utpressa Bodoni att låna ut Staffan. När sedan en medhjälpare stjäl utpressningsmaterialet ser Staffan sin chans att återvända till Bodoni, om han bara kan hitta skurken innan Trickofini gör det. |
| Manus:Peyo                                                                           | (Första svenska upplaga 1975, nya upplagor 1976 och 1980, nyutgåva som del av Tintins äventyrsklubb 1988) Starke Staffan träffar på en ung fattig flicka som jobbar på Cirkus Bodoni och fattar sympati för henne. Det slutar med att han tar jobb på cirkusen, som atlet, och han gör succé. Men konkurrenten, herr Trickofinis cirkus, försöker snappa åt sig Staffan, och lyckas utpressa Bodoni att låna ut Staffan. När sedan en medhjälpare stjäl utpressningsmaterialet ser Staffan sin chans att återvända till Bodoni, om han bara kan hitta skurken innan Trickofini gör det. |
| Starke Staffans tolv storverk                                                        | (Första svenska upplaga 1976, nyutgåva som del av Tintins äventyrsklubb 1990) Herr Larsson, som Staffan känner sedan tidigare, möter en tidigare orkesterkollega, som berättar att det område av en emirs land som de fick som betalning vid ett tillfälle, nu har visat sig innehålla olja. Men ägarbeviset är uppdelat på alla som var med i orkestern, och nu har någon stulit delarna från flera i bandet. Starke Staffan och Herr Larsson beger sig ut i världen för att spåra tjuvarna. |
| Les Douze Travaux de Benoit Brisefer (följetong i magasinet Spirou 1966, album 1968) | (Första svenska upplaga 1976, nyutgåva som del av Tintins äventyrsklubb 1990) Herr Larsson, som Staffan känner sedan tidigare, möter en tidigare orkesterkollega, som berättar att det område av en emirs land som de fick som betalning vid ett tillfälle, nu har visat sig innehålla olja. Men ägarbeviset är uppdelat på alla som var med i orkestern, och nu har någon stulit delarna från flera i bandet. Starke Staffan och Herr Larsson beger sig ut i världen för att spåra tjuvarna. |
| Teckning:Walthéry och Yvan Delporte                                                  | (Första svenska upplaga 1976, nyutgåva som del av Tintins äventyrsklubb 1990) Herr Larsson, som Staffan känner sedan tidigare, möter en tidigare orkesterkollega, som berättar att det område av en emirs land som de fick som betalning vid ett tillfälle, nu har visat sig innehålla olja. Men ägarbeviset är uppdelat på alla som var med i orkestern, och nu har någon stulit delarna från flera i bandet. Starke Staffan och Herr Larsson beger sig ut i världen för att spåra tjuvarna. |
| Manus:Peyo                                                                           | (Första svenska upplaga 1976, nyutgåva som del av Tintins äventyrsklubb 1990) Herr Larsson, som Staffan känner sedan tidigare, möter en tidigare orkesterkollega, som berättar att det område av en emirs land som de fick som betalning vid ett tillfälle, nu har visat sig innehålla olja. Men ägarbeviset är uppdelat på alla som var med i orkestern, och nu har någon stulit delarna från flera i bandet. Starke Staffan och Herr Larsson beger sig ut i världen för att spåra tjuvarna. |
| Lady Olfina                                                                          | (Första svenska upplaga 1978, nyutgåva som del av Tintins äventyrsklubb 1986) Ett sammanträffande gör att batterierna i den ondskefulla roboten tant Adolfina åter sätts i, och hon flyr genast till Monte Canallio där hon tar befälet över den ena av två organiserade kriminella gäng. När Starke Staffan och Adolfinas uppfinnare åker för att få tag på henne stoppas uppfinnaren i tullen, och Staffan blir lurad att Adolfina har förändrats, och gör goda gärningar. |
| Lady D'Olphine (följetong i magasinet Spirou 1972, album 1973)                       | (Första svenska upplaga 1978, nyutgåva som del av Tintins äventyrsklubb 1986) Ett sammanträffande gör att batterierna i den ondskefulla roboten tant Adolfina åter sätts i, och hon flyr genast till Monte Canallio där hon tar befälet över den ena av två organiserade kriminella gäng. När Starke Staffan och Adolfinas uppfinnare åker för att få tag på henne stoppas uppfinnaren i tullen, och Staffan blir lurad att Adolfina har förändrats, och gör goda gärningar. |
| Teckning:Walthéry                                                                    | (Första svenska upplaga 1978, nyutgåva som del av Tintins äventyrsklubb 1986) Ett sammanträffande gör att batterierna i den ondskefulla roboten tant Adolfina åter sätts i, och hon flyr genast till Monte Canallio där hon tar befälet över den ena av två organiserade kriminella gäng. När Starke Staffan och Adolfinas uppfinnare åker för att få tag på henne stoppas uppfinnaren i tullen, och Staffan blir lurad att Adolfina har förändrats, och gör goda gärningar. |
| Manus:Peyo                                                                           | (Första svenska upplaga 1978, nyutgåva som del av Tintins äventyrsklubb 1986) Ett sammanträffande gör att batterierna i den ondskefulla roboten tant Adolfina åter sätts i, och hon flyr genast till Monte Canallio där hon tar befälet över den ena av två organiserade kriminella gäng. När Starke Staffan och Adolfinas uppfinnare åker för att få tag på henne stoppas uppfinnaren i tullen, och Staffan blir lurad att Adolfina har förändrats, och gör goda gärningar. |
| Fetischen                                                                            | (Första svenska upplaga 1980, nyutgåva som del av Tintins äventyrsklubb 1989) En kvinna vid namn Madame Demonia lyckas spåra upp Starke Staffan, eftersom hon behöver honom för att stjäla en fetisch. Hans styrka gör det dock svårt, och hon behöver därför få honom förkyld, vilket visar sig vara lättare sagt än gjort. Och när hon sedan lyckas har hon ju ingen nytta av honom. Men genom en krigslist lyckas hon ändå få den rättrådige Staffan att stjäla fetischen från museet. Snart visar det sig dock att hennes plan är att använda fetischens magiska egenskaper för att utpressa en filmstjärna, en bankir, en vapenhandlare, en minister och en juvelerare genom att ge dem en fruktansvärd hudsjukdom. |
| Le Fétiche (följetong i magasinet Spirou 1978, album 1978)                           | (Första svenska upplaga 1980, nyutgåva som del av Tintins äventyrsklubb 1989) En kvinna vid namn Madame Demonia lyckas spåra upp Starke Staffan, eftersom hon behöver honom för att stjäla en fetisch. Hans styrka gör det dock svårt, och hon behöver därför få honom förkyld, vilket visar sig vara lättare sagt än gjort. Och när hon sedan lyckas har hon ju ingen nytta av honom. Men genom en krigslist lyckas hon ändå få den rättrådige Staffan att stjäla fetischen från museet. Snart visar det sig dock att hennes plan är att använda fetischens magiska egenskaper för att utpressa en filmstjärna, en bankir, en vapenhandlare, en minister och en juvelerare genom att ge dem en fruktansvärd hudsjukdom. |
| Teckning:Blesteau                                                                    | (Första svenska upplaga 1980, nyutgåva som del av Tintins äventyrsklubb 1989) En kvinna vid namn Madame Demonia lyckas spåra upp Starke Staffan, eftersom hon behöver honom för att stjäla en fetisch. Hans styrka gör det dock svårt, och hon behöver därför få honom förkyld, vilket visar sig vara lättare sagt än gjort. Och när hon sedan lyckas har hon ju ingen nytta av honom. Men genom en krigslist lyckas hon ändå få den rättrådige Staffan att stjäla fetischen från museet. Snart visar det sig dock att hennes plan är att använda fetischens magiska egenskaper för att utpressa en filmstjärna, en bankir, en vapenhandlare, en minister och en juvelerare genom att ge dem en fruktansvärd hudsjukdom. |
| Manus:Peyo                                                                           | (Första svenska upplaga 1980, nyutgåva som del av Tintins äventyrsklubb 1989) En kvinna vid namn Madame Demonia lyckas spåra upp Starke Staffan, eftersom hon behöver honom för att stjäla en fetisch. Hans styrka gör det dock svårt, och hon behöver därför få honom förkyld, vilket visar sig vara lättare sagt än gjort. Och när hon sedan lyckas har hon ju ingen nytta av honom. Men genom en krigslist lyckas hon ändå få den rättrådige Staffan att stjäla fetischen från museet. Snart visar det sig dock att hennes plan är att använda fetischens magiska egenskaper för att utpressa en filmstjärna, en bankir, en vapenhandlare, en minister och en juvelerare genom att ge dem en fruktansvärd hudsjukdom. |

## Oöversatta album
Sammanlagt sju nya album har givits ut på franska i den fortsatta serien efter 1993, som än så länge inte översatts till svenska:
- Hold-up sur pellicule 1993 (här medverkar Tant Adolfina - både roboten och den riktiga...)
- L'île de la désunion 1995
- La route du sud 1997
- Le secret d'Églantine 1999
- Chocolats et coups fourrés 2002
- John-John 2004 (här medverkar farbror Fred)
- Sur les traces du gorille blanc 2015

## I andra medier
En spelfilm, baserad på albumet De röda taxibilarna, hade premiär under 2014. Filmen är skriven och regisserad av Manuel Pradal, med Léopold Huet i rollen som Staffan, och Jean Reno som AB Röda Taxins vd.